# キヤノン EOS M

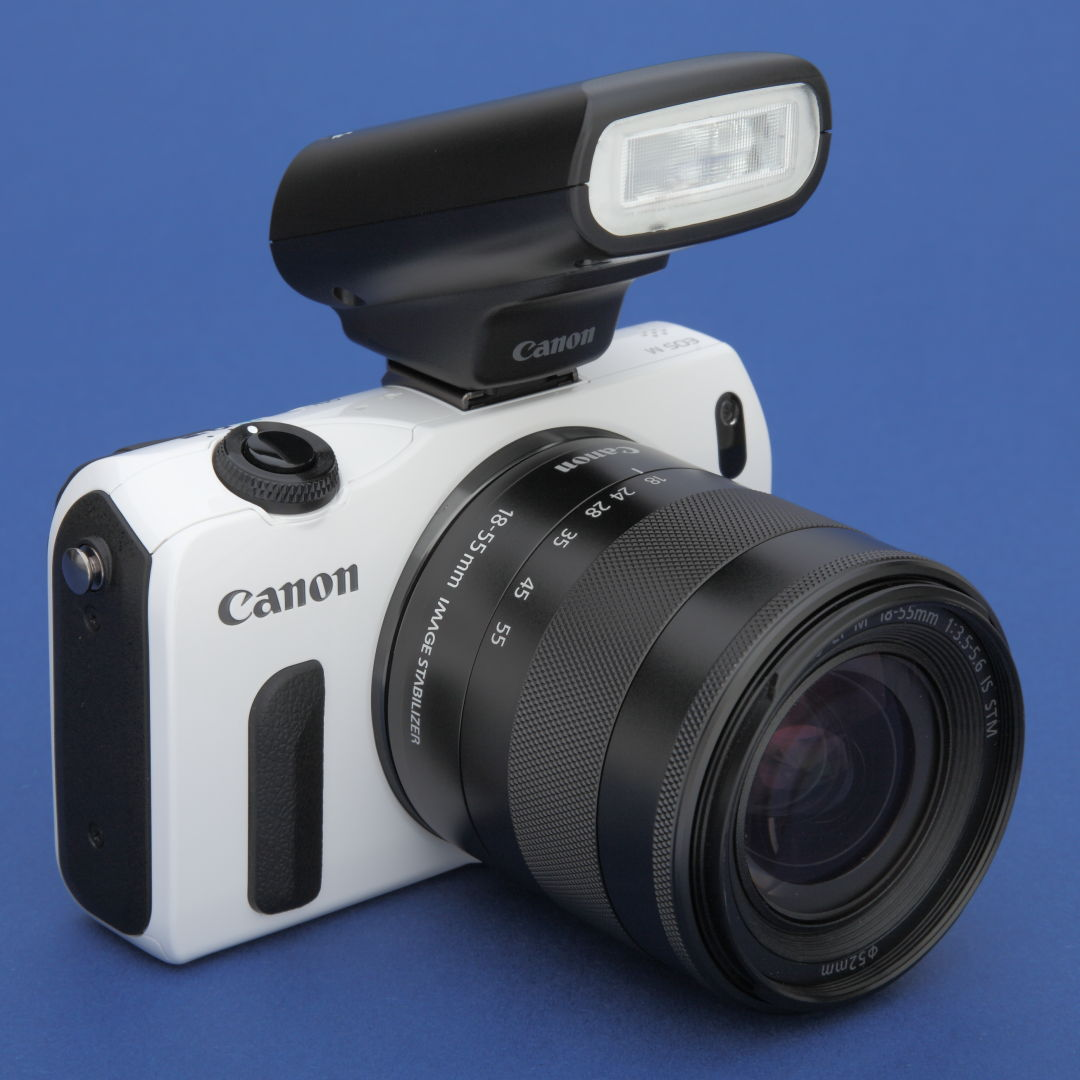
キヤノン EOS M

キヤノン EOS M（キャノン イオス エム）は、2012年9月29日に発売されたキヤノン初のミラーレス一眼カメラである。
デジタルカメラ関連のニュースサイト「DPReview」は、EOS Mは、2012年6月に発売されたEOS 650D（日本名・EOS Kiss X6i）を効率よくコンパクトにまとめたものであると報じた。

## 概要
EOS Mは、EOS Kiss X6i同等の1,800万画素のAPS-Cサイズ撮像素子や、映像エンジンDIGIC 5、ワイド3インチのタッチパネル機能付きの液晶モニターを搭載したミラーレス一眼カメラである。レンズマウントに、新開発の「EF-Mマウント」を採用している。専用に開発されたEF-Mレンズのほか、マウントアダプターを介して一眼レフカメラEOS用EFレンズおよびEF-Sレンズの装着も可能である。なお、内蔵ストロボは搭載していないが、ダブルレンズキットにはEOS Mに合わせて発売された、小型のスピードライト90EXが含まれている。

## 主な仕様
- 形式：デジタル一眼ノンレフレックスAF・AEカメラ
- 記憶媒体：SDメモリーカード、SDHCメモリーカード、SDXCメモリーカード
- マウント：キヤノンEF-Mマウント
- 撮像素子：CMOSセンサー
- 有効画素数：約1,800万画素
- ホワイトバランス：オート、プリセット（太陽光、日陰、くもり、白熱電球、白色蛍光灯、ストロボ）、マニュアル、ホワイトバランス補正、ホワイトバランスブラケティング可能
- 測光方式：撮像素子によるリアルタイム測光
- 露出制御方式：シーンインテリジェントオート、応用撮影ゾーン（マニュアル露出、絞り優先AE、シャッター優先AE、プログラムAE）、かんたん撮影ゾーン（クリエイティブオート、ポートレート他）
- 感度：かんたん撮影ゾーン：ISO100～6400自動設定、応用撮影ゾーン：ISO100～12800任意設定（ISO25600相当の拡張設定可）
- 露出補正：1/3,1/2ステップ、±3段（手動）
- フォーカス：ハイブリッド CMOS AF方式
- シャッター
  - 形式：電子制御式フォーカルプレーンシャッター
  - シャッター速度：1/4000～30秒、バルブ、x=1/200秒
  - 連続撮影速度・枚数：4.3コマ/秒、15枚（JPEGラージ・ファイン）
- ストロボ
  - 対応ストロボ：キヤノンEXシリーズスピードライト
  - 内蔵ストロボ：なし
- 電源：LP-E12
- 大きさ・重量（幅×高さ×奥行き）：約108.6×66.5×32.3mm、約298g（CIPAガイドラインによる）
- ボディカラー：ブラック・シルバー・ホワイト・レッド・ベイブルー